# Arturo Álvarez (humorista)
Arturo Rafael Álvarez Loayza (Lima, 19 de noviembre de 1968) es un comediante, locutor radial e imitador peruano, que obtuvo la popularidad al haber participado en diferentes programas humorísticos de su país en la década de los 1990s. Es el hermano del también comediante Carlos Álvarez.

## Biografía
Nació el 19 de noviembre de 1968 en la capital peruana Lima; bajo el nombre completo de Arturo Rafael Álvarez Loayza. Proveniente de una familia de clase media, es el último de tres hijos y hermano menor de Carlos Álvarez, quien también se desempeña como comediante. Vivió sus primeros años en Santa Beatriz, barrio limeño del cercado de la ciudad.[cita requerida]
Comenzó su carrera artística a los trece años, realizando diferentes imitaciones de celebridades nacionales e internacionales de la época por afición en el año 1982. Pero no fue hasta 1985 cuando hizo su debut en la televisión con el programa de títeres El barrio del movimiento junto a su hermano Carlos y el también comediante Jorge Benavides, donde se iniciaría su incursión en la comedia. Gracias a su popularidad, le ha permitido a ingresar a formar parte de la comedia peruana Risas y salsa en el año 1989, permaneciendo por varias temporadas hasta su renuncia en 1996, cuando se mudaría al otro formato Risas de América. Durante su estadía en el programa, realizó las imitaciones del estafador de la CLAE Carlos Manrique Carreño, el fallecido expresidente Alan García y los cantantes Luis Miguel y Jimmy Santi, además de su famosa frase: «¡Cheverengue!».
En los años 1990 Álvarez se dedicó a la conducción de Radio Panamericana. En ella elaboró el bloque Mueve tu curul, que fue formalizada en la televisión en 1995 con ayuda del titetero Nelson Pinedo. Basado en el formato de El barrio del movimiento, el programa recurrió a las imitaciones a figuras de la política peruana como Alberto Fujimori y Javier Pérez de Cuéllar, lo que conllevó a la censura.
Tras lo sucedido, Álvarez se suma al espacio cómico Los Cincorregibles para la cadena ATV en 1999, compartiendo roles junto a los comediantes Manolo Rojas y Fernando Armas. Tanto Rojas como Álvarez fueron convocados para su propio programa cómico. Ya para la década de los 2000s, comienza a imitar a otras celebridades locales como Carlos Cacho y Koky Belaúnde en diferentes programas cómicos, siendo con este último con quien tuvo un conflicto interno por burlanse del estilista en 2007.
En el año 2008, Álvarez fue parte del programa de humor El gordo y el flaco, en el cual ha protagonizado el show al lado de Alfredo Benavides, contando con Mauricio Diez Canseco como productor general sin éxito, con quién trabajó anteriormente en Astros de la risa. Al año siguiente, tentado por el canal América que lo acogió sus primeros años, ingresa al espacio cómico Recargados de risa, renovándose con nuevos personajes y el año 2014 volvería a trabajar con su hermano Carlos en la elaboración del otro formato El cártel del humor. Participaría como locutor de radio, lanzando su programa cómico radial El show del chiste para La Mega en 2011 y al año siguiente, como conductor del otro formato Los bravazos de la risa en la extinta emisora Radio Bravaza.
Seguidamente, fue protagonista de su unipersonal La gran fiesta de Arturo en 2014, realizado en el recinto Estación de Barranco, con lo mejor de su repertorio artístico.
En el año 2015, Álvarez lanza su programa propio Legalmente humor para el canal RBC Televisión y posteriormente en Panamericana, además de contar con el cómico ambulante José Luis Cachay para secuencias y chistes en el dicho espacio. Tras la cancelación, en 2019 fue coconductor del programa radial Los exitosos del humor por Radio Exitosa, volviendo a trabajar con Armas, sumándose el comediante e imitador Miguel Moreno, sobrino del artista chiclayano. Además, tuvo una breve participación en el reality Yo soy como imitador de Luis Miguel en 2018.
Tiempo después, se alejó definitivo de la televisión para dedicarse al cristianismo a partir del año 2022, en cuál participa en diferentes eventos de la iglesia evangélica, interpretando canciones de música cristiana y predicar la palabra de Dios, sin dejar de lado a su faceta cómica. Al año siguiente, protagoniza el unipersonal Humor a la carta al lado del psicólogo Tomás Angulo en el Teatro Bianca de Barranco.

## Créditos

### Televisión
| Año       | Título                   | Rol                                  | Emisión                 |
| --------- | ------------------------ | ------------------------------------ | ----------------------- |
| 1984-1985 | El barrio del movimiento | Imitador y voz de doblaje de títeres | América Televisión      |
| 1989-1996 | Risas y salsa            | Actor cómico e imitador              | Panamericana Televisión |
| 1995      | Mueve tu curul           | Imitador y voz de doblaje de títeres | TV Perú                 |
| 1997-1999 | Risas de América         | Actor cómico e imitador              | América Televisión      |
| 1999      | Los Cincorregibles       | Actor cómico e imitador              | ATV                     |
| 2000-2001 | JB noticias              | Actor cómico e imitador              | Frecuencia Latina       |
| 2003-2004 | Risas de América         | Actor cómico e imitador              | América Televisión      |
| 2005-2006 | Sábado bravazo           | Actor cómico e imitador              | Panamericana Televisión |
| 2007-2008 | Astros de la risa        | Actor cómico e imitador              | Panamericana Televisión |
| 2008      | El gordo y el flaco      | Actor cómico e imitador              | Panamericana Televisión |
| 2008      | Starmanía                | Presentador                          | Panamericana Televisión |
| 2009-2011 | Recargados de risa       | Actor cómico e imitador              | América Televisión      |
| 2012-2013 | Risas de América         | Actor cómico e imitador              | América Televisión      |
| 2014      | El cártel del humor      | Actor cómico e imitador              | ATV                     |
| 2015-2016 | Legalmente humor         | Comediante y presentador             | RBC Televisión          |
| 2017      | Legalmente humor         | Comediante y presentador             | Panamericana Televisión |
| 2018-2020 | Artureando               | Presentador                          | Viva TV                 |
| 2020      | Yo soy                   | Imitador de Luis Miguel (invitado)   | Latina Televisión       |
| 2023      | JB en ATV                | Comediante invitado                  | ATV                     |

### Radio
| Año       | Título                  | Rol     | Emisión       |
| --------- | ----------------------- | ------- | ------------- |
| Años 1990 | Nueve tu curul          | Locutor | Panamericana  |
| 2009-2010 | ---                     | Locutor | Okey Radio    |
| 2011      | El show del chiste      | Locutor | La Mega       |
| 2012      | Los bravazos de la risa | Locutor | Radio Bravaza |
| 2013-2016 | La hora ja ja           | Locutor | Radio Capital |
| 2017-2020 | Los exitosos del humor  | Locutor | Radio Exitosa |